# Sărăturile Ocna Veche (sit SCI)
Sărăturile Ocna Veche este o arie protejată (arie specială de conservare — SAC, sit de importanță comunitară — SCI) din România, desemnată în scopul protejării biodiversității și menținerii într-o stare de conservare favorabilă a florei spontane și faunei sălbatice, precum și a habitatelor naturale de interes comunitar aflate în arealul zonei de protecție. Aceasta se întinde pe o suprafață de 140,3 ha, integral pe uscat.

## Localizare
Situl se întinde pe teritoriul administrativ al municipiului Turda  din județul Cluj. Centrul acestuia este situat la coordonatele 46°34′35″N 23°48′17″E / 46.576386°N 23.804617°E.

## Înființare
Situl Sărăturile Ocna Veche (ROSCI0223) a fost declarat sit de importanță comunitară în decembrie 2007 pentru a proteja 3 specii de plante. Situl a fost protejat și ca arie specială de conservare în mai 2022. Acesta include rezervația naturală Sărăturile și Ocna Veche.

## Biodiversitate
Situată în ecoregiunea continentală, aria protejată conține 2 habitate naturale: Stepe și mlaștini sărate panonice, Salicornia și alte specii anuale care populează regiunile mlăștinoase și nisipoase.
La baza desemnării sitului se află mai multe specii protejate de  plante (3): Klasea lycopifolia, moșișoare (Liparis loeselii), Meesia longiseta.